# Jacques Fihey
 (août 2021).
Jacques Fihey, né le 1er octobre 1931 à Narbonne (Aude) et mort le 12 mars 2017 à Nantes (Loire-Atlantique), est un prélat catholique français, évêque de Coutances et Avranches de 1989 à 2006.

## Biographie

### Formation
Après être entré au Grand séminaire Saint-Jean de Nantes[réf. nécessaire], Jacques Fihey poursuit sa formation à Rome à l'Université pontificale Angelicum[réf. nécessaire] et à l'Université pontificale grégorienne[réf. nécessaire]. Il y obtient un doctorat en théologie et une licence en droit canonique[réf. nécessaire].
Il est ordonné prêtre pour le diocèse de Nantes le 29 juin 1955.

### Principaux ministères
Après avoir été vicaire et aumônier des étudiants de Nantes, en 1970, Jacques Fihey devient professeur au Grand séminaire de Nantes[réf. nécessaire].
Dès 1971, il occupe des responsabilités nationales comme Secrétaire général adjoint de l'épiscopat français chargé de l'opinion publique[réf. nécessaire].
Nommé évêque auxiliaire de Marseille par Paul VI le 7 mai 1977, il est consacré dans la cathédrale Saint-Pierre-et-Saint-Paul de Nantes le 10 juillet suivant.
Le 12 février 1983, il est nommé vicaire aux Armées françaises et devient le premier[réf. nécessaire] évêque aux Armées en 1986 à l'élévation du vicariat en diocèse.
Il est ensuite nommé évêque de Coutances et Avranches le 22 juin 1989.
Il se retiré à Nantes le 1er octobre 2006.
Il reçoit les insignes d'officier de la Légion d'honneur en avril 2004[réf. nécessaire].
Jacques Fihey meurt le 12 mars 2017 à Nantes.